# حلزون أرخميدس

حلزون ناتج عن دوران أحد الأذرع 360 درجة ثلاث مرات

حلزون أرخميدس وهو حلزون سمي على اسم العالم الإغريقي أرخميدس. وهو المحل الهندسي لتغير تموضع نقطة مع الزمن تتحرك مبتعدة عن نقطة ثابتة بسرعة ثابتة على طول خط يدور بسرعة زاوية ثابتة. باستخدام الإحداثيات القطبية (r, θ) يمكن أن توصف معادلته كالتالي
{\displaystyle \,r=a+b\theta }
حيث a,b أعداد حقيقية . أي تغير على a سيؤدي إلى تغير الحلزون، بينما التغيير في b سيتحكم في الحلقات المتتالية.